# Marco Eneidi
Marco Eneidi (ur. 1 listopada 1956, zm. 24 maja 2016) – amerykański jazzowy saksofonista altowy. Kojarzony był przede wszystkim z free jazzem.

## Wczesne życie
Eneidi urodził się w Portland w stanie Oregon. Jego ojciec pracował w Lawrence Berkeley National Laboratory, a matka była asystentką prawną. Eneidi i jego rodzina mieszkali w Livermore przed przeprowadzką do Oakland w Kalifornii. Jako dziecko brał lekcje u Sonny'ego Simmonsa. Uczęszczał do Mt. Hood Community College, zanim uzyskał tytuł licencjata sztuki na Sonoma State University i Master of Arts na Mills College. Później w swojej karierze studiował muzykę klasyczną z północnych Indii w Ali Akbar College of Music w San Rafael w Kalifornii.

## Kariera
Eneidi przeniósł się do Nowego Jorku w 1981 roku, aby studiować u Jimmy'ego Lyonsa. Zaczął grać z Jacksonem Krallem, Williamem Parkerem i Denisem Charlesem. W 1984 roku został zatrudniony przez Billa Dixona do nauczania w Bennington College. Na początku lat 90. nagrał swoje pierwsze ważne daty jako lider, takie jak Final Disconnect Notice. Został zatrudniony przez Cecila Taylora, z którym grał w Europie. Eneidi wrócił na Zachodnie Wybrzeże pod koniec lat 90., grając zwłaszcza z Glennem Spearmanem. W 2005 roku przeniósł się do Wiednia, gdzie prowadził cotygodniowe sesje swobodnej improwizacji, aż do przeprowadzki do Meksyku w 2015 roku.

## Dyskografia

### Jako Lider
- Vermont, Spring, 1986 (Botticelli)
- The Marco Eneidi Coalition (Botticelli)
- Final Disconnect Notice (Botticelli)
- For Our Children (Botticelli)
- Creative Music Orchestra (Music & Arts)
- Marco Eneidi & The American Jungle Orchestra (Botticelli)
- Live at Radio Valencia (Botticelli)
- [Box|Cherry Box] (Eremite, 2000)
- Ghetto Calypso (Not Two)
- Live at Spruce Street Forum (Botticelli)
- American Roadwork (CIMP)
- Sound on Survival Live (Henceforth)
- Outpost Live (Botticelli)

- Panta rei (For Tune)